# Trident (космический аппарат)
Trident — нереализованная концепция космической миссии для исследования планет внешней Солнечной системы, предложенная в 2019 году для программы NASA «Discovery». Концепция включает в себя пролёт мимо Юпитера и Нептуна с акцентом на самый большой спутник Нептуна — Тритон.
В 2020 году Trident был выбран вместе с тремя другими предложениями Discovery для дальнейшей разработки концепции. В 2021 году миссия проиграла конкурсный отбор двум проектам по исследованию Венеры, VERITAS и DAVINCI.

## История
Тритон — самый крупный спутник Нептуна. В 1989 году зонд Voyager 2 пролетел около Тритона на расстоянии 40 000 км и обнаружил несколько криовулканов на его поверхности. Тритон геологически активен, его поверхность молодая и имеет относительно немного ударных кратеров. У него имеется очень тонкая атмосфера.
Концепция Trident была предложена в марте 2019 года в рамках программы Discovery от NASA . Концепция миссии поддерживается Программой исследования океанических миров NASA и предназначена для того, чтобы помочь ответить на некоторые вопросы, возникшие в результате полёта Voyager 2 в 1989 году.

## Обзор
Trident использует редкий, эффективный гравитационный манёвр за счет положения внешних планет, чтобы извлечь выгоду из узкого наблюдательного окна, которое позволяет оценить изменения активности шлейфа Тритона и характеристик поверхности со времени предыдущего пролёта мимо системы Нептун — Тритон с Вояджером 2 в 1989 году.
С достижениями высокого разрешения изображения и уникальной орбитальной конфигурации Тритона в 2038 году Trident сможет получить почти полную карту Тритона во время своего единственного пролёта. Trident должен будет пройти сквозь тонкую атмосферу Тритона в пределах 500 км от поверхности, взяв пробу его ионосферы с помощью плазменного спектрометра и выполнить измерения магнитной индукции, чтобы оценить потенциальное существование внутреннего океана. Основной исследователь — Луиза Проктер, директор Лунного и Планетарного Института в Хьюстоне.
Ракета-носитель, предложенная для Trident, — это Atlas V 401, если он не будет заменён на Vulcan.

## Полезная нагрузка
| Инструмент               | Функция                                                                                  |
| ------------------------ | ---------------------------------------------------------------------------------------- |
| Инфракрасный спектрометр | 2—100 км, почти глобальное композиционное картографирование на длине волны 5 мкм         |
| Узкоугольная камера      | Анти-нептунская региональное картографирование (≤200 м)                                  |
| Широкоугольная камера    | Суб-нептунская и изображение дымки и обнаружение изменений (≤ 1500 м)                    |
| Трехосный магнитометр    | Обнаружение океана                                                                       |
| Radio science            | Атмосферные затмения для нейтральных и электронных профилей; гравиметрические наблюдения |
| Плазменный спектрометр   | Атмосферные заряженные частицы. Энергетические вклады в ионосферу                        |